# 梅埔里
梅埔里是中華民國臺灣嘉義縣太保市的一個里，東北與前潭里毗鄰，北與後潭里接壤，西與春珠里相連，西南與鹿草鄉後寮村相鄰，南與鹿草鄉下麻村相連，東與水上鄉大崙村相接，取梅仔厝、埔心各一字命名。1715年的《諸羅縣志》中即記載有梅仔厝的原名無影厝，1897年有93戶434人，1945年有158戶，2005年有1504人，梅仔厝以官姓為主，埔心以呂姓為主。